# شهرستان آنیوه
شهرستان آنیوه (به لاتین: Anyue County) یک منطقهٔ مسکونی در چین است که در زیانگ واقع شده‌است. شهرستان آنیوه ۲٬۶۹۰ کیلومتر مربع مساحت و ۱٬۵۳۸٬۴۰۰ نفر جمعیت دارد و ۳۱۴ متر بالاتر از سطح دریا واقع شده‌است.